# Mittel-Europäische Gasleitung

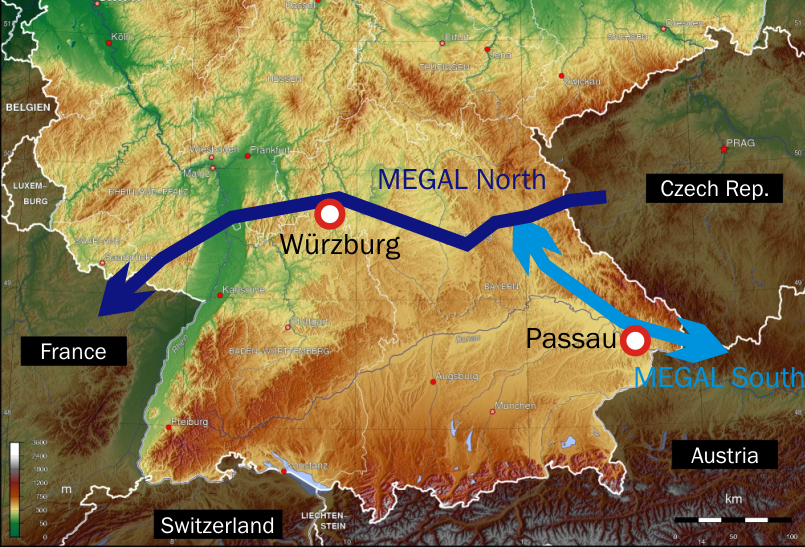
Karte des Leitungsverlaufes

Die Mittel-Europäische Gasleitung (Megal) ist Teil des europäischen Ferngasverbundsystems in Süddeutschland. Dieses Erdgasleitungsnetz besteht aus zwei Leitungen: der Megal Nord und der Megal Süd, die über eine Verbindungsleitung in Rothenstadt zusammentreffen.
Importpunkte sind in Waidhaus vom angrenzenden Netzbetreiber Net4Gas und Oberkappel vom Netz der Gas Connect Austria über die West-Austria-Gasleitung. Exportpunkte liegen bei Medelsheim zu GRTgaz und Oberkappel. Kopplungspunkte mit überregionalen Netzen bestehen zur SETG in Gernsheim zur TENP und Remich-Leitung (Luxemburg) in Mittelbrunn und von Rimpar in Richtung Ruhrgebiet.
Betreiber ist die Mittel-Europäische Gasleitungsgesellschaft mbH & Co. KG - MEGAL mit Sitz in Essen, deren Gesellschafter sind Open Grid Europe (vormals E.ON Gastransport) mit 51 % der Anteile und GRTgaz Deutschland (vormals Gaz de France Deutschland Transport) mit 49 %.

## Geschichte
Der Vertrag zur Errichtung der Megal wurde von den ursprünglichen Initiatoren, Ruhrgas AG und GDF, 1975 unterzeichnet; die Pipeline nahm 1980 den Betrieb auf. Am 25. März 1984 kam es bei Königsmühle im Erlanger Süden zu einer Explosion und einem Großbrand infolge eines Leitungsbruchs.

### Kartellrechtsverstoß
Im Rahmen der Planungen zum Bau der Megal-Pipeline wurden im Jahr 1975 durch die Vertragspartner GDF Suez und Ruhrgas AG Zusatzvereinbarungen über die Aufteilung von Gasmärkten in Frankreich und Deutschland getroffen. GDF Suez und E.ON Ruhrgas wurde vorgeworfen, diese Marktabsprachen unzulässigerweise weiter praktiziert zu haben – diese ursprünglich legalen Wettbewerbsabreden verstießen nach der Öffnung der europäischen Gasmärkte seit August 2000 gegen EU-Recht. Im Juli 2009 wurden gegen die beiden Unternehmen hohe Kartellstrafen verhängt. Beide Unternehmen klagten gegen den Entschluss und die ursprüngliche Kartellstrafe von je € 533 Mio. wurde im Juni 2012 auf je € 320 Mio. herabgesetzt.

### Ausbau
Zwischen Schwandorf und Windberg, im Wesentlichen entlang der vorhandenen Trasse der Megal Süd (Leitung 52), wurde eine etwa 72 km lange Parallelleitung verlegt, die im Oktober 2012 planmäßig den Betrieb aufnahm (Leitung 452). Sie dient der Kapazitätserweiterung für West-Ost-Transporte in Richtung Osteuropa. Die Teilparallelisierung (Loopleitung) ist im Durchmesser DN 1000 ausgeführt und kann mit einem Betriebsdruck von bis zu 100 bar arbeiten. Die Investitionssumme betrug über € 130 Mio.

## Technik

### Megal Nord

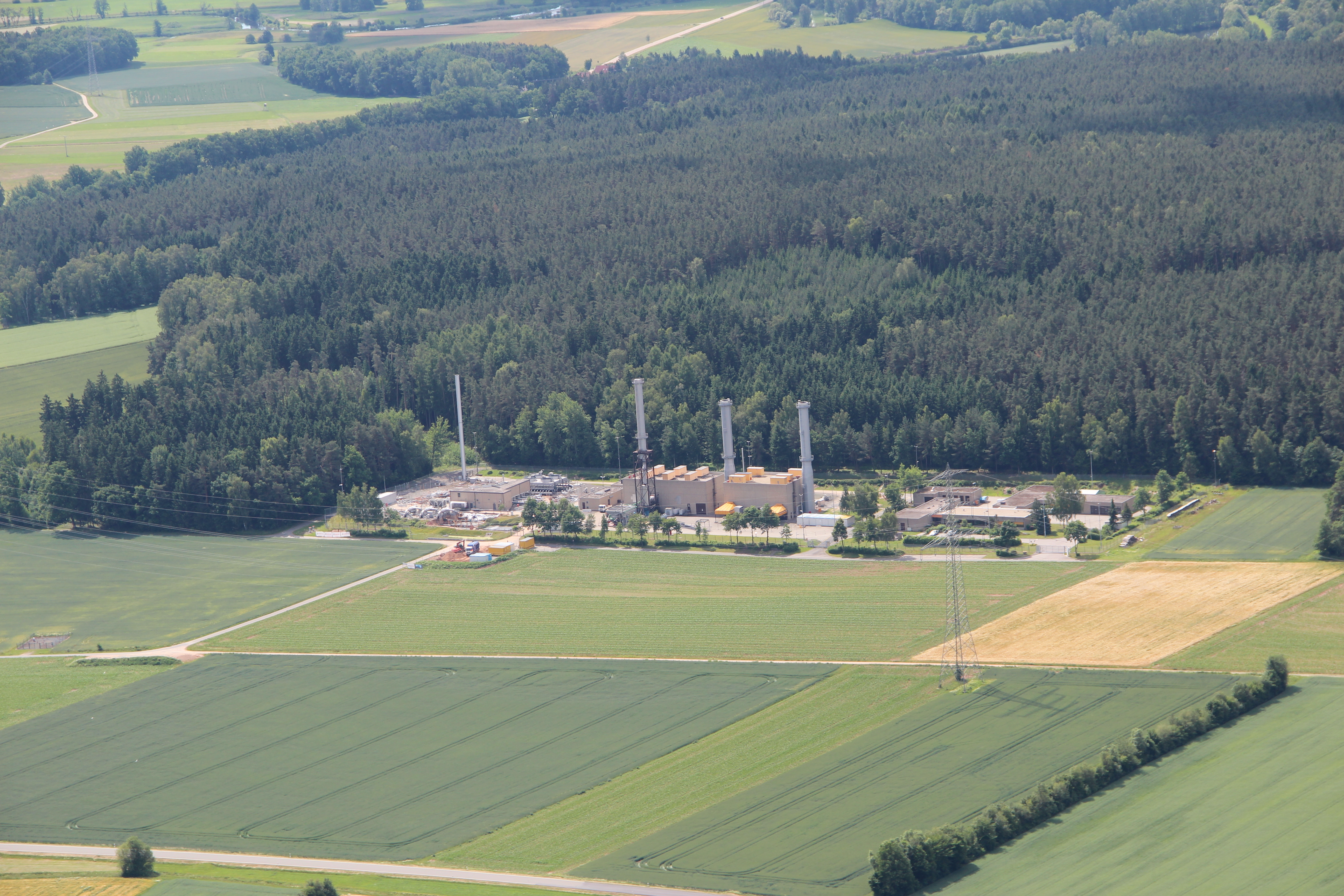
Erdgaskompressorstation Rothenstadt-Weiherhammer

Gasflussrichtung: Ost nach West
Betriebsdruck: 80 bar
Verdichterstationen: Frankenreuth bei Waidhaus, Rothenstadt, Rimpar, Gernsheim, Mittelbrunn
Leitungslänge:
- Hauptleitung: 459 km
- Parallelleitung: 449 km

Leitungsdurchmesser:
- Hauptleitung:
  - Waidhaus – Rimpar: DN 1200 (213 km)
  - Rimpar – Gernsheim: DN 1100 (111 km)
  - Gernsheim – Mittelbrunn: DN 1000 (98 km)
  - Mittelbrunn – Medelsheim: DN 900 (38 km)

- Parallelleitung:
  - Waidhaus – Obergailbach: DN 1100 (449 km)

### Megal Süd

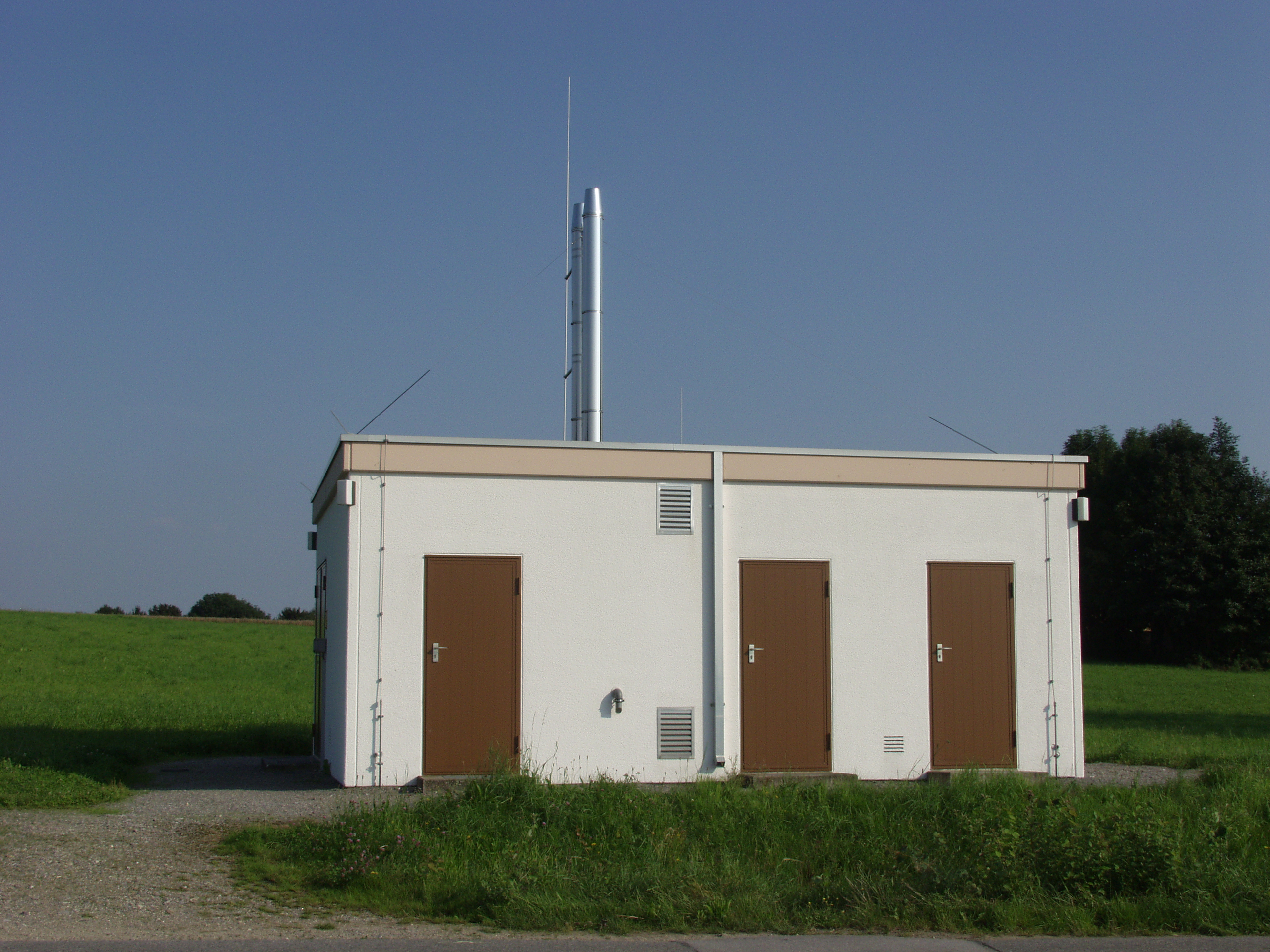
Mess- und Regelstation am Ausspeisepunkt Schwarzach

Gasflussrichtung: Süd nach Nord (Hauptrichtung) oder Nord nach Süd
Betriebsdruck:
- Hauptleitung: 67,5 bar Verdichterstation: Wildenranna
- Parallelleitung (Loop): 67,5 bar Verdichterstation: Rothenstadt

Leitungslänge:
- Hauptleitung: 167 km
- Parallelleitung: 72 km

Leitungsdurchmesser:
- Hauptleitung: DN 800
- Parallelleitung: DN 1000

### Verbindungsleitung Megal Nord – Megal Süd
(Schwandorf – Rothenstadt)
Leitungslänge: 40 km
Betriebsdruck:
- Hauptleitung 67,5 bar
- Parallelleitung: 100,0 bar

Leitungsdurchmesser:
- Hauptleitung: DN 800
- Parallelleitung: DN 1000

Gasflussrichtung: Süd nach Nord (Hauptrichtung) oder Nord nach Süd
Verdichterstation: Rothenstadt